# Лева река (община Вранска баня)
Вижте пояснителната страница за други значения на Лева река.
Лева река (на сръбски: Лева Река или Leva Reka) е село в Югоизточна Сърбия, Пчински окръг, Град Враня, община Вранска баня.

## География
Селото е разположено в планински район, край десния бряг на Тибушката река. Отстои на 14 километра южно от общинския център Вранска баня, на 13 километра югоизточно от Враня и на 3,4 километра североизточно от центъра на село Тибужде.

## История
По време на Първата световна война селото е във военновременните граници на Царство България, като административно е част от Вранска околия на Врански окръг.

## Население
Според преброяването на населението от 2011 г. селото има 48 жители.

### Етнически състав
Данните за етническия състав на населението са от преброяването през 2002 г.
- сърби – 80 жители (100%)